# Quinär

Eine quinäre Struktur (aus einer historischen Flagge Portugals)

Als quinär (von lateinisch quinarius, „fünf enthaltend“) bezeichnet man Objekte oder Strukturen, die aus fünf Teilen bestehen und aus diesen Elementen zusammengesetzt oder in sie zerlegt werden können. Sprachlich verwandt sind Unär (1), Binär (2), Ternär (3), Quaternär (4), Senär (6), Septenär (7), und Denär (10).

## Quinäres Zahlensystem
Als Quinärsystem bezeichnet man ein Zahlensystem, das auf der Basis 5 fußt (siehe auch Stellenwertsystem). Im Gegensatz zum gewohnten Dezimalsystem, das die Basis 10 benutzt und geschichtlich von den zehn Fingern des Menschen herrührt, werden im Quinärsystem sozusagen nur die fünf Finger einer Hand benutzt. Zur Beschreibung einer beliebigen Zahl können beispielsweise die bei uns gebräuchlichen arabische Ziffern „0“ bis „4“ benutzt werden. Die Zahl 5 würde im Quinärsystem dann als „10“ dargestellt werden, analog beispielsweise die Zahl 25 als „100“ entsprechend 1·5²+0·5+0 oder die Zahl 586 als „4321“ aus 4·5³+3·5²+2·5+1.
Ein Dezimalsystem mit der Zahl 5 als Unterbasis wird als biquinäres System bezeichnet. Ein Beispiel ist das System der römischen Zahlen, in der beispielsweise die Zahl 8 als VIII geschrieben wird.
Mündliche Zahlwortsysteme mit der Basiszahl 5 sind selten.
Bekannt sind die Maya-Sprache Chontal sowie Tucano und Betoya aus Südamerika.
Bei mehreren Sprachen indigener Völker in Ozeanien ist die Zahl 5 als Basiszahl oder Bündelung von Bedeutung.
In Bantusprachen sind die Namen der Zahlen 6, 7, 8 und 9 oft Fremdwörter oder als 5 + 1, 5 + 2, 5 + 3, 5 + 4 verstehbar, was auf ein Zahlensystem zur Basis 5 hinweist.
In einem Dialekt des südamerikanischen Stammes der Betoya wird die Verwendung der Basis 5 sehr deutlich:
| 1  | tey                       |                      |
| 2  | cayapa                    |                      |
| 3  | toazumba                  |                      |
| 4  | cajezea                   | = 2 mit Pluralendung |
| 5  | teente                    | = Hand               |
| 6  | tey ente-tey              | = Hand + 1           |
| 7  | tey ente cayapa           | = Hand + 2           |
| 8  | tey ente toazumba         | = Hand + 3           |
| 9  | tey ente caesea           | = Hand + 4           |
| 10 | caya ente oder caya huena | = 2 Hände            |
| 11 | caya ente-tey             | = 2 Hände + 1.       |
| 15 | toazumba-ente             | = 3 Hände            |
| 16 | toazumba-ente-tey         | = 3 Hände + 1        |
| 20 | caesea ente               | = 4 Hände            |
| 23 | caesea ente toazumba      | = 4 Hände + 3        |

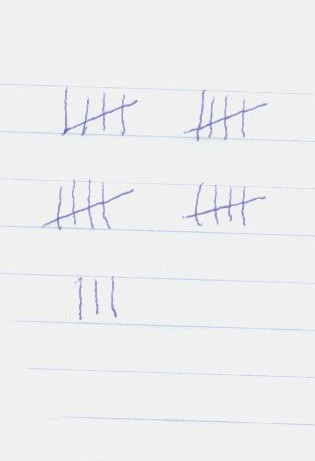
Zählen bis 23 mit einer Strichliste

Ein Ansatz der Bündelung in Fünferblöcken besteht auch beim Gebrauch dementsprechender Strichlisten (Bild).

## Quinäre Chiffrierung
In der Kryptographie wird eine Verschlüsselung, die auf einem Alphabet von genau fünf Zeichen basiert, als quinäre Chiffrierung bezeichnet. Ein berühmtes Beispiel ist das von den deutschen Militärs im Ersten Weltkrieg an der Westfront eingesetzte ADFGX-Verfahren, das ein Alphabet nur aus den fünf Buchstaben „A“, „D“, „F“, „G“ und „X“ verwendete.

## Quinäre Strukturen in der Heraldik
Auch in der Heraldik finden quinäre Strukturen ihre Anwendung. Ein bekanntes Beispiel ist im portugiesischen Wappen in Form von fünf in Kreuzform angeordneten Schildlein zu finden, die als Quinas bezeichnet werden.